# Оливейра, Валбер Роэл де
Ва́лбер Роэл де Оливейра (порт.-браз. Válber Roel de Oliveira; 31 мая 1967, Рио-де-Жанейро) — бразильский футболист и футбольный тренер, защитник и опорный полузащитник.

## Карьера
Валбер начал карьеру в полулюбительском клубе «Томазиньо». Оттуда в возрасте 21 года он перешёл в «Сан-Кристован». В начале 1990 года защитник стал игроком клуба «Флуминенсе», где дебютировал 3 марта во встрече с «Бангу» (1:0). В клубе футболист составлял центр обороны вместе с Алешандре Торресом. В 1990 году он выиграл свой первый титул — одержав победу в розыгрыше трофея Рио. А годом позже выиграл Кубок Гуанабара и дошёл с командой до полуфинала чемпионата Бразилии. В том же году он перешёл в «Ботафого». 4 сентября он дебютировал в составе команды в матче с «Кампу Гранди» (1:1). Играя в составе «Ботафого» Валбер вошел в список сильнейших игроков чемпионата, играя на позиции левого защитника.
В августе 1992 года Валбер стал игроком «Сан-Паулу». 29 августа он дебютировал в составе команды в матче розыгрыша трофея Рамона де Каррансы в матче с мадридским «Реалом» (4:0). 13 октября он забил первый мяч за «Сан-Паулу» против «Сантоса» (4:1). В том же сезоне он выиграл с командой чемпионат штата, в обоих матчах финала выходя на замену вместо Витора, и Межконтинентальный кубок, в розыгрыше которого, правда, на поле так и не вышел. Годом позже футболист был переведён из левого края защиты в центр обороны. В том сезоне он отпраздновал победу в Кубке Либертадорес, ещё одном Межконтинентальном кубке, Рекопе Южной Америки и Суперкубке Либертадорес. В 1994 году была выиграла ещё одна Рекопа, а также клуб дошёл до финала Кубка Либертадорес, где проиграл «Велес Сарсфилду». В период игры за «Сан-Паулу» Валбер выделялся тем, что часто опаздывал и даже пропускал тренировки команды. Позже директор клуба даже шутил: «Валбер трижды хоронил своих бабушек и дедушек и семьсот раз прокалывал шину автомобиля за то время, что играл за нас». В конце-концов даже главный тренер команды Теле Сантана, который очень любил Валбера, отказался от услуг футболиста.
В 1995 году Валбер стал игроком «Фламенго». 5 марта, в первой же своей игре за клуб против «Фрибургенсе», он забил мяч, а его команда победила со счётом 3:1. На следующий год Валбер помог команде выиграть Трофей Рио, Кубок Гуанабара и чемпионат штата Рио-де-Жанейро. 28 мая 1996 года полузащитник провёл последний матч за клуб против «Крузейро» (1:0). Всего за «Менго» Валбер сыграл в 39 матчах и забил 3 гола. Летом того же года футболист возвратился в «Сан-Паулу», но уже в следующем сезоне покинул клуб. Всего в составе команды он сыграл в 159 матчах и забил 5 голов. Летом 1997 года Валбер подписал контракт с «Васко да Гамой», дебютировав 16 июля в матче с «Коринтиансом» (1:2). Там он был поставлен на позицию правого защитника. В первом же сезоне с Валбером в составе клуб выиграл чемпионат Бразилии. Годом позже были одержаны победы в чемпионате штата и Кубке Либертадорес. В том же году «Васко» играл в Межконтинетальном кубке с мадридским «Реалом» и проиграл со счётом 1:2. Главный тренер команды Антонио Лопес не выпустил Валбера на поле даже на замену. Это вызвало негодование футболиста, и он принял решение покинул команду.
Покинув «Васко», Валбер возвратился в «Ботафого», где провёл лишь половину сезона. Всего за годы в команде он сыграл в 51 матче и забил два гола. В том же сезоне футболист перешёл во «Флуминенсе», где выступал в опорной зоне полузащиты вместе с Марканом. Они помогли команде одержать победу в Серии С, выйдя во второй дивизион национального чемпионата. В начале 2000 года он возвратился в «Васко да Гаму», однако сыграл за клуб лишь в девяти матчах. Всего за годы в команде он провёл 68 встреч и забил один гол — 17 августа 1997 года в ворота «Брагантино» (3:0). Оттуда игрок перешёл в «Коритибу», а потом в «Сантос». В 2002 году футболист в третий раз пришёл во «Флуминенсе», но сыграл за клуб лишь в четырёх матчах. 1 декабря 2002 года Валбер провёл последний матч в составе команды против «Коринтианса» (1:0). Всего за «Флу» он сыграл в 70 матчах, забив лишь один гол. Затем игрок недолго выступал в составе клуба «Интернасьонал Лимейра», после чего часть сезона был без команды. Позже играл за «Барретус» и «Гуанабару». В 2006 году Валбер стал игроком клуба «Америка» из Рио-де-Жанейро. В клубе футболист быстро стал лидером коллектива и даже помог ему дойти до финала Кубка Гуанабара, где «Америка» проиграла «Ботафого». По окончании первого сезона Валбер покинул клуб, однако вернулся в середине года, сыграв в серии С чемпионата страны. Президент команды Режиналдо Матиас сказал тогда: «Признаюсь, у меня был глубокий скептицизм, когда мы пригласили Валбера. Но за эти два года он показал, какой он профессионал, и стал примером для всех в клубе, особенно для молодежи». В 2008 году, после окончания первого круга чемпионата штата, Валбер принял решение о окончательном завершении игровой карьеры.
В составе сборной Бразилии Валбер дебютировал 31 июля 1992 года в матче с Мексикой на Кубок Дружбы (5:0), где он заменил по ходу встречи Роналдана. В следующем году он поехал с национальной командой на Кубок Америки. Там он провёл все четыре матча. 25 июля он провёл свой последний матч за сборную против Боливии в квалификации чемпионата мира. В том же году Валбер, постоянно вызывавшийся в состав национальной команды, самовольно покинул расположение бразильской команды. После этого главный тренер команды Карлос Алберто Паррейра перестал приглашать футболиста в состав «Селесао». Это привело к тому, что Валбер не поехал на чемпионат мира, выигранного сборной Бразилии. Всего за сборную страны он сыграл в 12 матчах.
В 2014 году Валбер недолго работал главным тренером Аудакс Рио. 22 июня 2024 года Валбер был назначен ассистентом главного тренера «Америки».

## Международная статистика
| Матчи Валбера за сборную Бразилии | Матчи Валбера за сборную Бразилии | Матчи Валбера за сборную Бразилии | Матчи Валбера за сборную Бразилии | Матчи Валбера за сборную Бразилии | Матчи Валбера за сборную Бразилии | Матчи Валбера за сборную Бразилии |
| --------------------------------- | --------------------------------- | --------------------------------- | --------------------------------- | --------------------------------- | --------------------------------- | --------------------------------- |
| №                                 | Дата                              | Место проведения                  | Оппонент                          | Счёт                              | Голы                              | Турнир                            |
| 1                                 | 31 июля 1992                      | Лос-Анджелес                      | Мексика                           | 5:0                               | —                                 | Кубок Дружбы                      |
| 2                                 | 23 сентября 1992                  | Паранаваи                         | Коста-Рика                        | 4:2                               | —                                 | Товарищеский матч                 |
| 3                                 | 25 ноября 1992                    | Кампина-Гранди                    | Уругвай                           | 1:2                               | —                                 | Товарищеский матч                 |
| 4                                 | 17 марта 1993                     | Рибейран-Прету                    | Польша                            | 2:2                               | —                                 | Товарищеский матч                 |
| 5                                 | 13 июня 1993                      | Вашингтон                         | Англия                            | 1:1                               | —                                 | Кубок США                         |
| 6                                 | 18 июня 1993                      | Куэнка                            | Перу                              | 0:0                               | —                                 | Кубок Америки                     |
| 7                                 | 21 июня 1993                      | Куэнка                            | Чили                              | 2:3                               | —                                 | Кубок Америки                     |
| 8                                 | 24 июня 1993                      | Куэнка                            | Парагвай                          | 3:0                               | —                                 | Кубок Америки                     |
| 9                                 | 27 июня 1993                      | Гуаякиль                          | Аргентина                         | 1:1                               | —                                 | Кубок Америки                     |
| 10                                | 14 июля 1993                      | Рио-де-Жанейро                    | Парагвай                          | 2:0                               | —                                 | Товарищеский матч                 |
| 11                                | 18 июля 1993                      | Гуаякиль                          | Эквадор                           | 0:0                               | —                                 | Квалификация чемпионата мира      |
| 12                                | 25 июля 1993                      | Ла-Пас                            | Боливия                           | 0:2                               | —                                 | Квалификация чемпионата мира      |

## Достижения

### Командные
- Обладатель трофея Рио: 1990, 1996, 1998
- Обладатель Кубка Гуанабара: 1991, 1995, 1996, 1998
- Чемпион штата Сан-Паулу: 1992
- Обладатель Межконтинентального кубка: 1992, 1993
- Обладатель Кубка Либертадорес: 1993, 1998
- Обладатель Рекопы Южной Америки: 1993, 1994
- Обладатель Суперкубка Либертадорес: 1993
- Чемпион штата Рио-де-Жанейро: 1996, 1998
- Чемпион Бразилии: 1997

### Личные
- Обладатель Серебряного мяча Бразилии: 1992